# Am Hasenkamp
Am Hasenkamp ist eine Ortslage im Norden der bergischen Großstadt Wuppertal.

## Lage und Beschreibung
Die Ortslage liegt im Norden des Wohnquartiers Uellendahl-Ost im Stadtbezirk Uellendahl-Katernberg auf einer Höhe von 281 m ü. NHN an der Straße Am Langen Bruch westlich von Langenbruch. Von Am Hasenkamp führt ein Stichweg zum Wohnplatz Langenbruch. Der Name Am Hasenkamp ist als eigenständige Bezeichnung für diese Ortslage mehrheitlich nicht mehr im Bewusstsein der Bevölkerung vorhanden.
Weitere benachbarte Orte sind neben Dönberg die Höfe und Ortslagen Adamshäuschen, Schmitzberg, In der Sonne, Im Siepen, Am Neuen Haus, Langenbruch, Neuenbaum, Katzenbruch, Halfmannsberg, Goldene Kothen, Dauka und Auf’m Hagen.

## Geschichte
In der lokalen Mundart wurde der Ort auch als Om Hasenkamp oder Överschte Hasenkamp (= Oberste Hasenkamp) bezeichnet.
Im 19. Jahrhundert gehörte Am Hasenkamp zu den Außenortschaften der Bauerschaft und der Kirchengemeinde Dönberg in der Bürgermeisterei Hardenberg, die 1935 in Neviges umbenannt wurde. Damit gehörte es von 1816 bis 1861 zum Kreis Elberfeld und ab 1861 zum alten Kreis Mettmann. 
Der Ort ist auf der Topographischen Aufnahme der Rheinlande von 1824 als Hasenkamp beschriftet. Auf der Preußischen Uraufnahme von 1843 ist der Ort als Hasenkopf, auf dem Wuppertaler Stadtplan von 1930 ist er unbeschriftet.
Im Gemeindelexikon für die Provinz Rheinland von 1888 werden für Hasenkamp zwei Wohnhäuser mit 18 Einwohnern angegeben.
Mit der Kommunalreform von 1929 wurde der südliche Teil Dönbergs von Neviges abgespalten und mit weiteren, außerhalb von Dönberg liegenden Nevigeser Ortschaften in die neu gegründete Stadt Wuppertal eingemeindet, so auch Am Hasenkamp. Nördlich von Am Hasenkamp verlief bis 1975 die Stadtgrenze zwischen Wuppertal und Neviges, südlich davon bis 1929 die von Neviges zu Elberfeld. Durch die nordrhein-westfälische Gebietsreform kam Neviges mit Beginn des Jahres 1975 zur Stadt Velbert und das restliche Dönberg wurde ebenfalls in Wuppertal eingemeindet. Dadurch verlor Am Hasenkamp seine Grenzlage.